# Bobara
Bobara es un pueblo de la municipalidad de Tomislavgrad, en Bosnia y Herzegovina.

## Superficie
Posee una superficie de 0,50 kilómetros cuadrados.

## Demografía
Hasta 2013 la población era de 236 habitantes de los cuales 129 correspondían a hombres y 107 a mujeres.